# Nathaniel Napier (3e baronnet)
Nathaniel Napier, 3e baronnet (vers 1668 - 24 février 1728), de Moor Crichel, Dorset, est un propriétaire terrien et homme politique anglais qui siège à la Chambre des communes anglaise de 1695 à 1708 et à la Chambre des communes britannique de 1710 à 1722.

## Biographie
Il est le seul fils survivant de Nathaniel Napier (2e baronnet) (en), député et de son épouse Blanche Wyndham, fille et héritière du juge Hugh Wyndham de Silton, Dorset. Il est admis au Lincoln's Inn en 1683 et inscrit au Trinity College, à Oxford, le 10 avril 1685, à l'âge de 16 ans. En 1709, il succède à son père comme baronnet et hérite de Crichel House. Il épouse Jane Worsley, fille de sir Robert Worsley (3e baronnet), député, d'Appuldurcombe, île de Wight en juillet 1691, mais elle meurt en 1692. Il épouse en secondes noces le 28 août 1694, Catherine Alington, fille de William Alington (3e baron Alington), député.
Lors élections générales anglaises de 1695, il est réélu sans opposition en tant que député de Dorchester et en 1698. Il se classe en tête du scrutin lors du premier scrutin aux élections générales de 1701. Il est réélu sans opposition à la deuxième élection en 1701 et son père le rejoint au Parlement lors d'une élection partielle ultérieure. Son père et lui sont réélus ensemble sans opposition en 1702. Il est élu aux élections générales anglaises de 1705, mais ne s'est pas présenté en 1708. Il est réélu comme conservateur en 1710 et 1713. Il est réélu sans opposition aux élections générales britanniques de 1715, mais prend sa retraite en 1722.
Il décède à More Critchell le 24 février 1728. Il a cinq enfants avec sa deuxième épouse Catherine, dont William, Gerard et Wyndham, et trois filles, Diana, Catherine et Blanch. Ses fils William et Gerard lui succèdent successivement comme baronnet. Le titre s'éteint à la mort du fils de Gérard. Les domaines sont allés à Humphrey Sturt, fils de Diana et de son mari Humphrey Sturt.